# Montagne Amphitheater
La montagne Amphitheater, en anglais Amphitheater Mountain, est un sommet du comté de Park, au Wyoming, dans l'Ouest des États-Unis. Il culmine à 3 366 mètres d'altitude dans la chaîne Absaroka. Elle se trouve à la bordure du parc national de Yellowstone et de la forêt nationale de Shoshone.